# Piața Kim Ir-sen
Piața Kim Ir-sen sau Kim Il-sung este o piață mare din Districtul central din Pyongyang, Coreea de Nord, care poartă numele părintelui fondator al țării, Kim Ir-sen. Piața a fost construită în 1954 conform unui plan realizat pentru reconstrucția capitalei după distrugerile cauzate de războiul din Coreea. Piața a fost inaugurată în august 1954. Este situată la poalele dealului Namsan, pe malul de vest al râului Taedong, chiar vizavi de Turnul Juche aflat de cealaltă parte a râului. Este a 37-a cea mai mare piață din lume, cu o suprafață de aproximativ 75.000 de metri pătrați, putând găzdui un miting la care să participe peste 100.000 de oameni. Piața are o semnificație culturală mare, deoarece este un loc comun de adunare pentru mitinguri, dansuri și parade militare, și este adesea prezentată în mass-media atunci când se face referire la Coreea de Nord.

## Prezentare generală
Piața Kim Ir-sen este situată în centrul Pyongyangului pe malul de vest al râului Taedong. Are o formă și un design asemănătoare cu Piața Tiananmen din Beijing și este utilizată în aceleași scopuri. De la finalizarea construcției pieței, au fost organizate multiple parade pentru a comemora diferite evenimente și pentru a arăta lumii capacitățile militare ale Coreei de Nord. Piața Kim Ir-sen este mai rafinată din punct de vedere arhitectural. Pentru cineva care stă în piață, Turnul Juche de pe malul opus pare să stea la celălalt capăt al pieței, deși aceste este de fapt peste râu, în mod asemănător cu Monumentul Partidului Muncitorilor și cu Marele Monument Mansudae. Efectul optic se obține întrucât piața este cu câțiva metri mai joasă la mijloc decât zona din apropierea râului. În jurul pieței se află o serie de clădiri guvernamentale, Casa Mare de Studiu a Poporului fiind în „capul” pieței.

Portretele lui Kim Ir-sen și Kim Jong-il sunt prezentate pe clădirile care înconjoară piața, locuri unde, cândva, se aflau portretele lui Karl Marx și Vladimir Lenin. În timpul guvernării lui Kim Jong-il, doar portretul lui Kim Ir-sen s-a aflat pe aceste clădiri, portretul lui Kim Jong-il fiind prezent în fiecare casă din Coreea de Nord. Când Kim Jong-il a murit, portretul său a fost adăugat pe aceste clădiri pentru comemorarea sa. La capătul de sud se află doi stâlpi pentru steaguri, care au fost instalați în 2013 pentru a fi folosiți în timpul evenimentelor naționale. 

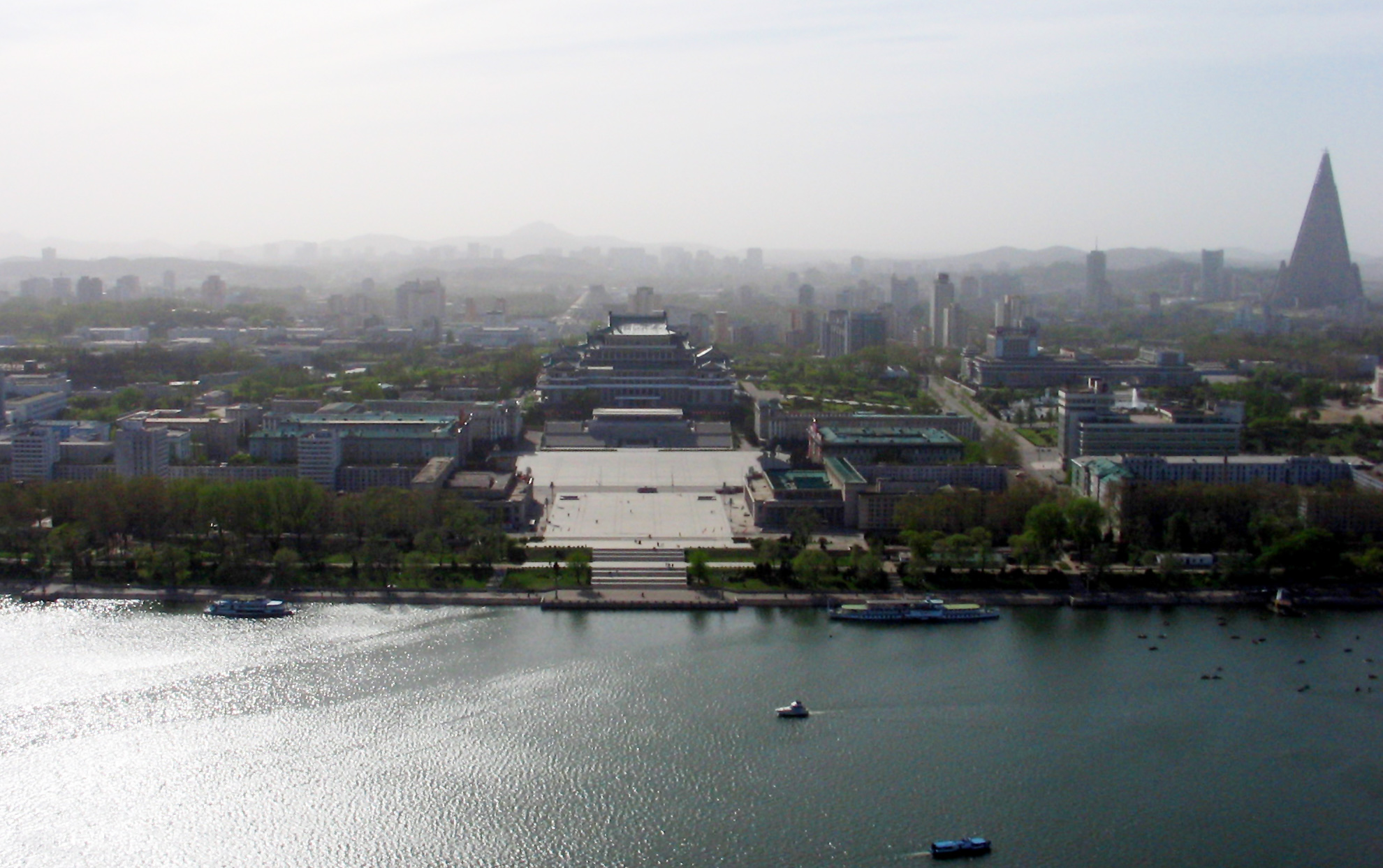
Pyongyang văzut din Turnul Juche, cu vedere spre vest, peste râul Taedong. Piața mare din centru este Piața Kim Ir-sen; clădirea mare din spatele ei este Casa Mare de Studiu a Poporului.
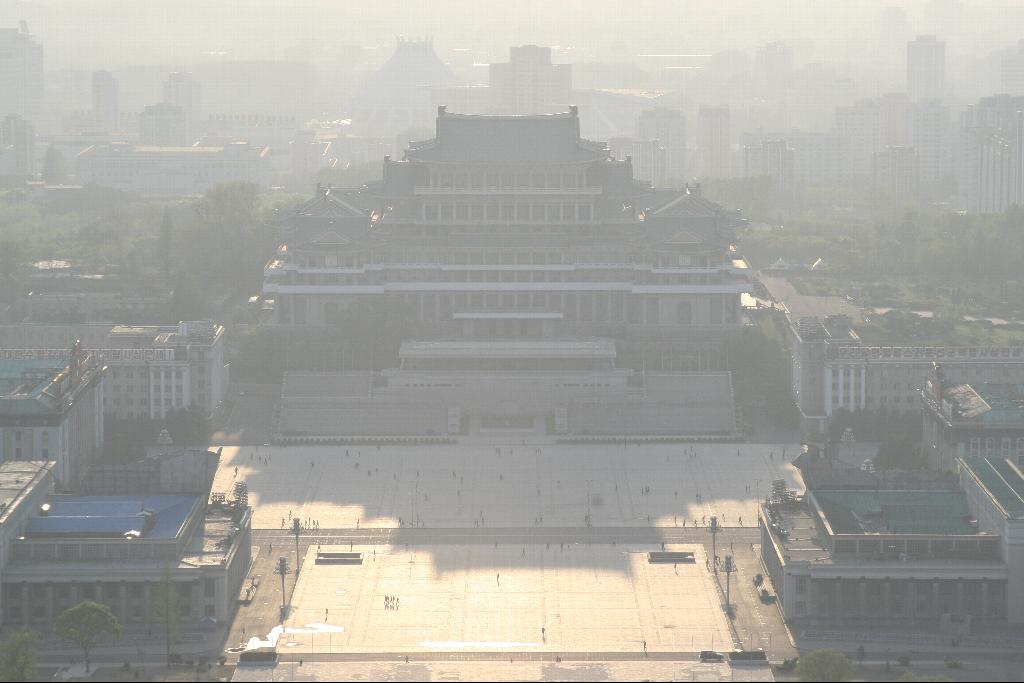
Piața Kim Ir-sen, cu Casa Mare de Studiu a Poporului, cunoscută și sub numele de Biblioteca Națională a Coreei de Nord, în centru, văzută din vârful Turnului Juche din Pyongyang
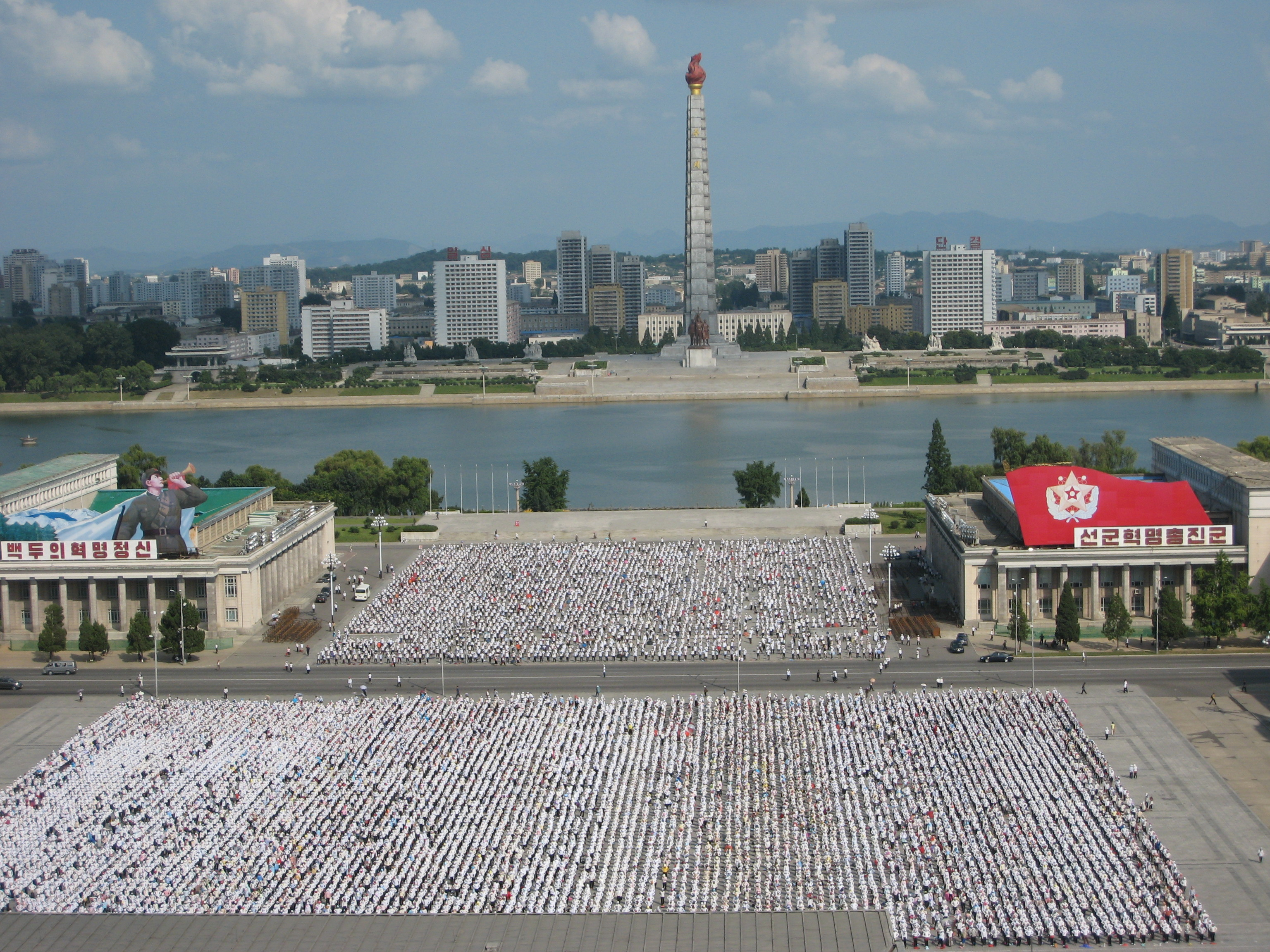
Piața Kim Ir-sen peste râul Taedong dinspre Turnul Juche, Pyongyang.
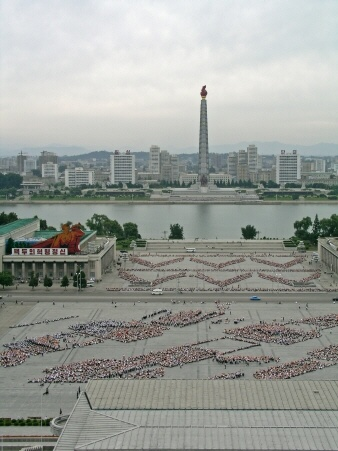
Piața Kim Ir-sen, văzută dinspre Sala de Studiu până la Turnul Juche.
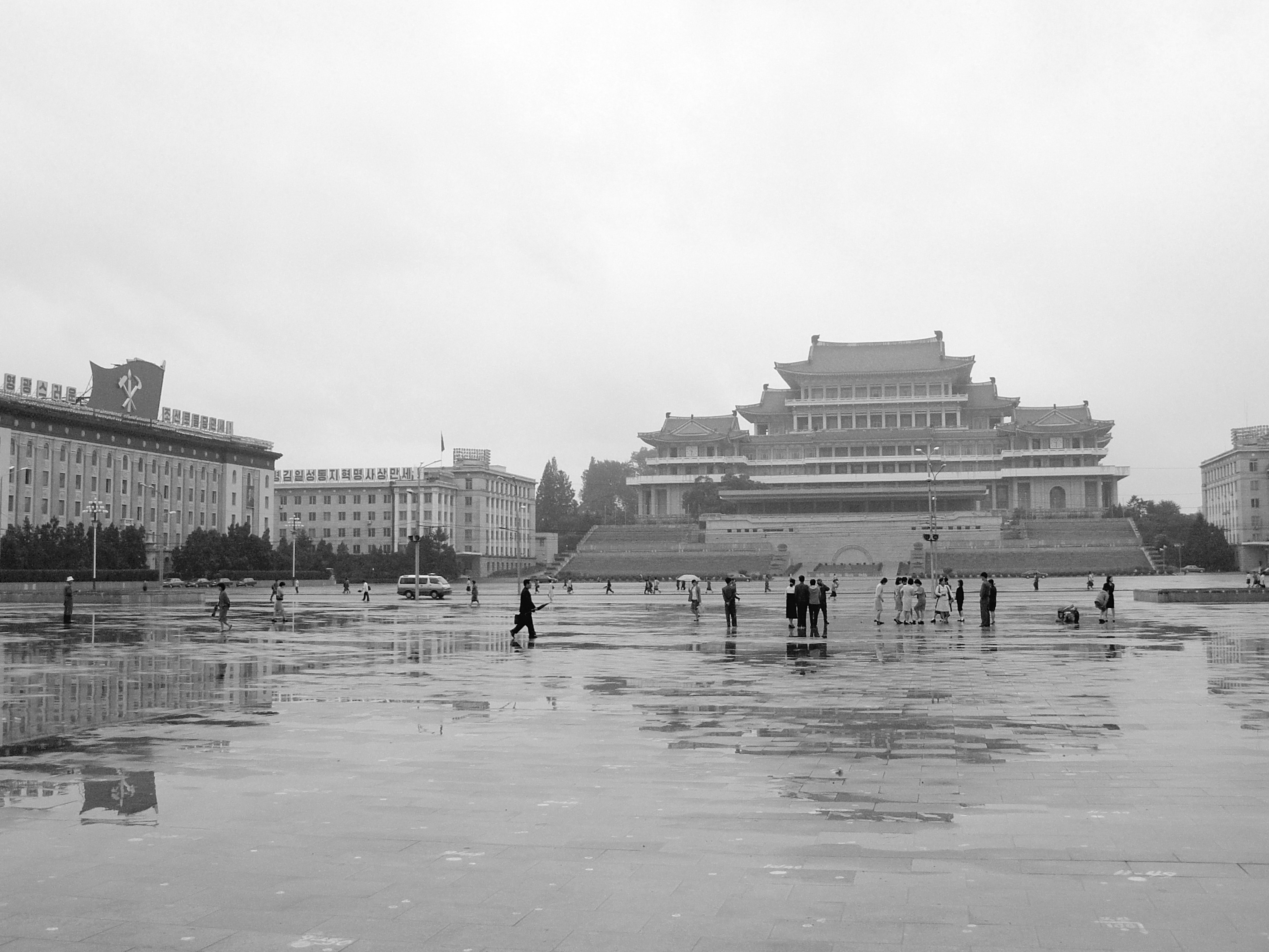
Piața Kim Ir-sen. Structura din dreapta este Casa Mare de Studiu a Poporului. Complexul funcționează ca bibliotecă și sală de studiu.
- Femei-soldat din Coreea de Nord, în marș prin Piața Kim Ir-sen, în timpul repetițiilor pentru parada Zilei Fondării Republicii din 2011.

## Eliminarea propagandei anti-americane
După întâlnirea din Singapore dintre Trump și Kim din 2018, Coreea de Nord a înlăturat propaganda anti-americană din Piața Kim Ir-sen. De asemenea, Pyongyang a anulat evenimentul anual al manifestării „anti-SUA” din 2018. În 2017, la protestele anti-americane care au avut loc în Piața Kim Il-sung au participat 100.000 de persoane. Mai mult, Pyongyang a emis timbre poștale anti-americane speciale în 2017.